# 木村健作
木村 健作（きむら けんさく）はテレビ東京制作局所属のチーフプロデューサーである。
東京都練馬区出身。
上智大学外国部学部英語学科を卒業後、テレビ東京に入社。ディレクターや演出家、プロデューサーを経て現職。

## 主な担当番組

### 現在

#### レギュラー番組
- 正解の無いクイズ（チーフプロデューサー）
- 所さんの学校では教えてくれないそこんトコロ!（総合演出→チーフプロデューサー）
- タクシー運転手さん一番うまい店に連れてって!（チーフプロデューサー）
- JAPANをスーツケースにつめ込んで!〜世界に日本を持ってった〜（チーフプロデューサー）

### 過去
- オニ発注（プロデューサー）
- 太川蛭子の旅バラ（プロデューサー）
- ピラメキーノ（ディレクター）
- どうぶつ冒険バラエティ ワンダ!（ディレクター）
- ペット大行進! ど〜ぶつくん（演出）
- 海外行くならこーでね〜と!（総合演出）
- 世界で働くお父さん（ディレクター→総合演出）
- 超かわいい映像連発!どうぶつピース!!（総合演出）
- リトルトーキョーライフ（演出）

| スタブアイコン | サブスタブ | この項目は、まだ閲覧者の調べものの参照としては役立たない、人物に関連した書きかけの項目です。この項目を加筆・訂正などしてくださる協力者を求めています（P:人物伝/PJ:人物伝）。 |